# Johann Zarco
Johann Zarco (* 16. července 1990 Cannes) je francouzský motocyklový závodník. Dvakrát se stal mistrem světa v závodech silničních motocyklů, a to v kategorii Moto2 (2015, 2016). Oba tituly získal na motocyklu Kalex a v barvách týmu Ajo Motorsport. Moto2 jezdil v letech 2012–2016, předtím se účastnil šampionátu v kategorii 125 cm³ (2009–2011). Od roku 2017 závodí v kategorii MotoGP. Celkem vyhrál 16 závodů Velké ceny. Momentálně závodí za tým LCR Honda. V roce 2025 se stal prvním francouzským jezdcem od roku 1954, který vyhrál Velkou cenu Francie v kategorii MotoGP.